# Neuringer Wiesen
Die Neuringer Wiesen sind ein ehemaliges Naturschutzgebiet in der niedersächsischen Gemeinde Twist im Landkreis Emsland und in der Gemeinde Hoogstede im Landkreis Grafschaft Bentheim.

## Allgemeines
Das ehemalige Naturschutzgebiet mit dem Kennzeichen NSG WE 225 ist circa 119 Hektar groß. Davon entfallen 74 Hektar auf den Landkreis Emsland und 45 Hektar auf den Landkreis Grafschaft Bentheim. Das ehemalige Naturschutzgebiet war fast vollständig Bestandteil des EU-Vogelschutzgebietes „Dalum-Wietmarscher Moor und Georgsdorfer Moor“. Das Naturschutzgebiet stand seit dem 21. Juli 1995 unter Naturschutz. Zum 10. April 2025 ging es im neu ausgewiesenen Naturschutzgebiet „Georgsdorfer Moor“ auf. Zuständige untere Naturschutzbehörden waren die Landkreise Emsland und die Grafschaft Bentheim.

## Beschreibung
Das ehemalige Naturschutzgebiet liegt südwestlich von Twist. Der im Landkreis Emsland liegende Teil des ehemaligen Naturschutzgebietes liegt am Südrand des Internationalen Naturpark Bourtanger Moor-Bargerveen. Das Gebiet stellte einen Hochmoorgrünlandkomplex unter Schutz. Das weitgehend abgetorfte und kultivierte Hochmoor wird überwiegend als Grünland genutzt. In einem rund 23 Hektar großen Kernbereich werden die Flächen zur Renaturierung wiedervernässt. Das Naturschutzgebiet hat insbesondere für Wiesenvögel eine große Bedeutung. Es wird über Gräben zur Grenzaa entwässert.